# 馬克的異想世界
是一部於2018年上映的美國傳記劇情片，由勞勃·辛密克斯自編自導，史提夫·卡爾、萊絲莉·曼恩、黛安·克魯格、梅里特·韦弗、賈奈爾·夢內、艾莎·岡薩雷與關朵琳·克莉絲蒂等人主演。該片的靈感源自傑夫·馬姆柏格（Jeff Malmberg）執導的2010年紀錄片《馬文柯》，劇情講述被人毆打而身心嚴重受創的馬克·哈根坎普（史提夫·卡爾飾演）透過打造一個縮小版的第二次世界大戰村落來療癒自己的故事。
《馬克的異想世界》於2018年12月21日在美國上映。

## 劇情
該片講述馬克·哈根坎普（Mark Hogancamp，史提夫·卡爾飾演）的故事。馬克曾遭人毆打，身心備受創傷，還失去被毆打前的記憶。為了療癒自己，他打造了一個縮小版的第二次世界大戰村落馬文鎮（Marwen），將自己所遇到的人、事、物，透過自己製作和繪製的角色人偶及相機來傳達他異想世界的故事情節，撫平傷痛。

## 角色
- 史提夫·卡爾 飾 馬克·哈根坎普
- 萊絲莉·曼恩 飾 妮可（Nicol），住在馬克家對面，馬克的兼戀愛對象，馬文鎮的居民之一[4][6]。
- 梅里特·韦弗 飾 蘿貝塔（Roberta），當地商店的老闆娘，馬克建構馬文鎮的材料都從她的店裡來。蘿貝塔也是馬文鎮的居民之一[7]。
- 賈奈爾·夢內 飾 茱麗（Julie），馬克在康復過程中結識的好友，時常為馬克打氣。茱麗也是馬文鎮的居民之一[8]。
- 艾莎·岡薩雷 飾 柯拉拉（Caralala），馬克的好友，在酒吧工作，馬文鎮的居民之一[9]。
- 關朵琳·克莉絲蒂 飾 安娜（Anna），馬文鎮的居民之一[8]。
- 黛安·克魯格 飾 蒂札·朵蕊斯（Deja Thoris），馬克幻想出來的比利時女巫[6]。
- 萊絲莉·辛密克斯（Leslie Zemeckis） 飾 蘇賽特（Suzette）[10]
- 尼爾·傑克遜 飾 寇特（Kurt），一位粗魯又沒禮貌的男人[11]。
- 佛克·亨謝爾（英语：Falk Hentschel） 飾 哈普史坦姆佛哈·路德維希·塔夫（Hauptsturmsfuhrer Ludwig Topf），納粹上尉，使比利時人民生活在恐懼之下[12]。

## 製作
2017年4月28日，據報導，該片將由勞勃·辛密克斯執導，且主演由史提夫·卡爾擔任。5月19日，萊絲莉·曼恩與賈奈爾·夢內加入劇組。5月23日，艾莎·岡薩雷簽約參演該片。6月，劇報導，黛安·克魯格將在片中飾演反派。同月，關朵琳·克莉絲蒂也加入了劇組。梅里特·韦弗與尼爾·傑克遜於7月加入。8月6日，劇報導，德國演員佛克·亨謝爾將飾演反派哈普史坦姆佛哈·路德維希·塔夫（Hauptsturmsfuhrer Ludwig Topf）上尉。該片的主體拍攝於8月14日在加拿大的溫哥華開始。8月21日，導演辛密克斯的妻子萊絲莉·辛密克斯（Leslie Zemeckis）加入劇組。該片於10月19日前後殺青。2018年6月中旬，該片的官方片名公布。

## 上映
《馬克的異想世界》定於2018年12月21日由環球影業在美國發行。該片的首支預告於2018年6月發布，而第二支預告則於7月推出。美國電影協會（MPAA）以片中有「暴力橋段、令人不安的畫面、短暫的暗示性內容和髒話」為由將電影評為PG-13級，意味著片中含有部分家長可能認為不適合13歲以下觀眾觀看的內容，建議家長需特別注意。

## 反響

### 評價
該片所獲評價以負面為主。影評匯總網站爛蕃茄上收集的114篇專業影評文章中，僅有30篇給予該片「新鮮」的正面評價，「新鮮度」為26%，平均得分4.7分（滿分10分），而Metacritic則根據33篇評論文章，其中6篇予以好評，12篇差評，15篇褒貶不一，給出平均分40（滿分100），綜合結果為「褒貶不一或普通評價」。據CinemaScore進行的調查，觀眾的平均評價於A+至F間落於「B-」。

## 外部連結
- 官方网站
- 互联网电影数据库（IMDb）上《馬克的異想世界》的资料（英文）
- Metacritic上《馬克的異想世界》的資料（英文）
- 爛番茄上《馬克的異想世界》的資料（英文）
- Box Office Mojo上《馬克的異想世界》的資料（英文）